# Теорија трајног мира
Теорија трајног мира односи се на стање где је мир стално успостављен на простору неке области (у идеалном случају у целом свету).
Многе светске силе су обећавале да ће њихова владавина да успостави трајни мир. Ни једно царство није успело да се прошири на цео свет, тако да се не може рећи да универзално царство може да обезбеди мир у свету, али је неколико империја успело да задрже релативни мир у својим сферама утицаја током дужег периода. Типичан пример је Римско царство - Pax Romana. Међутим, чак и њихова владавина није била без озбиљних инцидената. 
Неколико религије је пророковао да ће њихова божанственост производити вечни мир у неком тренутку у будућности.